# Lotus schoelleri
Lotus schoelleri är en ärtväxtart som beskrevs av Georg August Schweinfurth. Lotus schoelleri ingår i släktet käringtänder, och familjen ärtväxter. Inga underarter finns listade i Catalogue of Life.